# Daniel M. Lewin
Daniel "Danny" M. Lewin (Denver, 14 de maio de 1970 – Nova Iorque, 11 de setembro de 2001) foi um matemático e um empresário, mais conhecido por ter sido co-fundador da empresa da internet Akamai Technologies.

## Biografia
Lewin nasceu em Denver, Colorado e cresceu em Jerusalém, Israel, onde serviu durante 4 anos nas forças de defesa israelitas. Foi oficial na Sayeret Matkal, uma unidade de contra-terrorismo secreta.
Frequentou a Universidade Technion em Haifa, trabalhando simultaneamente na pesquisa do laboratório da IBM em Haifa. Enquanto na IBM, ele foi responsável pelo desenvolvimento do sistema Genesys, uma ferramenta de verificação do processador que é muito usada actualmente na IBM e em outras companhias como a AMD e a SGS Thompson.
Depois de concluir o Bachelor of Arts e Bachelor of Science, com summa cum laude, em 1995, ele viajou para Cambridge, Massachusetts para iniciar os estudos para o  doutoramento na Massachusetts Institute of Technology em 1996. Enquanto lá esteve, ele e seu conselheiro, o Professor F. Thomson Leighton, tiveram a ideia de conceber um conjunto de algoritmos novos para fornecer eficientemente grandes quantidades de conteúdo da internet. Estes algoritmos tornaram-se a base para a Akamai, que os dois fundaram em 1998.
Lewin foi o Chief Technical Officer (CTO) (chefe do departamento de desenvolvimento) e um membro do board, e durante o auge da economia internet, a sua parte na Akamai tornou-o um bilionário (pelo menos no papel).
Quando era ainda candidato ao Ph.D. no grupo de algoritmos do MIT e seu Laboratório para Informática, ele morreu a bordo do avião do voo 11 da American Airlines durante os ataques terroristas de 11 de Setembro de 2001, após ter sido alegadamente esfaqueado ou abatido a tiro. De acordo com os relatórios, Lewin estava sentado no lugar 9B, e foi morto pelo passageiro no lugar 10B às 9:20.  Esse passageiro no lugar 10B foi identificado como Satam al-Suqami.
Lewin deixou a mulher e dois filhos.

## Prémios
- 1995 - O Technion concedeu-lhe o prémio de aluno do ano em Informática.
- 1998 - Prémio Morris Joseph Lewin para a melhor apresentação de tese de mestrado (Masterworks Thesis Presentation) no MIT.